# The Broadway Melody
The Broadway Melody és una pel·lícula musical estatunidenca de Harry Beaumont, estrenada el 1929.
Es tracta del primer llargmetratge parlat completament. La pel·lícula va rebre l'Oscar a la millor pel·lícula en la 2a cerimònia dels oscars l'abril de 1930.

## Argument
Queenie i Hank són dues germanes que busquen triomfar a Broadway com a cantants i ballarines. Queenie s'enamora de Eddie Kearns, però ell prefereix Hank, i acaban sent parella. Amb l'ajuda d'Eddie comencen una carrera en els escenaris de vodevil... El primer gran musical de la història del cinema (tot just acabat d'estrenar el sonor, el 1927) va obtenir l'Oscar a la millor pel·lícula (els premis de l'Academia es van instituir el 1928).

## Repartiment
- Charles King: Eddie Kearns
- Anita Page: Queenie Mahoney
- Bessie Love: Hank Mahoney
- Jed Prouty: Oncle Jed
- Kenneth Thomson: Jock Warriner

## Comentari
Aquesta pel·lícula musical completament parlada és considerada com el símbol del final de l'edat d'or del cinema mut, que havia començat el 1910 i acabarà el 1930.
La cançó Broadway Melody, composta per Arthur Freed i Nacio Herb Brown i que dona el títol a la pel·lícula, va donar igualment el seu nom a diverses pel·lícules basades en la revista.

## Premis i nominacions

### Premis
- Oscar a la millor pel·lícula 1930

### Nominacions
- Oscar al millor director per Harry Beaumont
- Oscar a la millor actriu per Bessie Love